# Alexis Cruz
Alexis Cruz (Bronx, 29 settembre 1974) è un attore statunitense, di origine portoricana. È noto in Italia oltre che per il ruolo di Skaara nel film di Stargate del 1994, anche per il ruolo di Raffaello ne Il tocco di un angelo e per il ruolo del dr. Martin Allende in Shark.

## Biografia
Ha partecipato nel 1984 alla sitcom I Robinson con Bill Cosby e, nel 1994, nel telefilm E.R. - Medici in prima linea nella puntata Lungo viaggio nel giorno. Fa parte, sempre nel ruolo di Skaara, nel film Stargate e, successivamente, nel telefilm Stargate SG-1 in 6 episodi. Dopo gli studi in Tecniche teatrali indipendenti alla Boston University, vive a Los Angeles dall'inizio della produzione di Shark. Nel 2009 partecipa al film Drag Me to Hell.

## Filmografia

### Cinema
- Ehi... ci stai? (The Pick-up Artist), regia di James Toback (1987)
- Combat Dance - A colpi di musica (Rooftops), regia di Robert Wise (1989)
- Stargate, regia di Roland Emmerich (1994)
- Il coraggioso (The Brave), regia di Johnny Depp (1997)
- Drag Me to Hell, regia di Sam Raimi (2009)

### Televisione
- I Robinson (The Cosby Show) - serie TV, episodio 1x23 (1985)
- E.R. - Medici in prima linea (E.R.) - serie TV, episodio 1x14 (1995)
- Il tocco di un angelo (Touched by an Angel) – serie TV, 16 episodi (1997-2003)
- Stargate SG-1 - serie TV, 5 episodi (1997-2005)
- NYPD - New York Police Department - serie TV, episodio 7x14 (2000)
- The District - serie TV, 2 episodi (2001-2002)
- American Family - serie TV, 8 episodi (2004)
- CSI - Scena del crimine (CSI: Crime Scene Investigation) - serie TV, episodio 5x10 (2004)
- Shark - Giustizia a tutti i costi (Shark) – serie TV, 11 episodi (2006-2007)
- Castle – serie TV, episodio 6x07 (2013)
- Perception - serie TV, episodio 2x01 (2013)
- FBI - serie TV, episodio 3x04 (2021)
- Blue Bloods - serie TV, episodio 12x08 (2021)
- Law & Order - Unità vittime speciali (Law & Order: Special Victims Unit) - serie TV, episodio 23x17 (2022)

## Doppiatori italiani
Nelle versioni in italiano delle opere in cui ha recitato, Alexis Cruz è stato doppiato da:
- Davide Lepore in E.R. - Medici in prima linea
- Stefano Onofri ne Il tocco di un angelo
- Fabrizio Manfredi in Stargate SG-1
- Alessandro Rigotti in Shark - Giustizia a tutti i costi
- Oreste Baldini in CSI - Scena del crimine
- Enrico Chirico in Castle
- Stefano Miceli in Perception
- Stefano Brusa in Blue Bloods